# Hunter (bottes)
Pour les articles homonymes, voir Hunter.

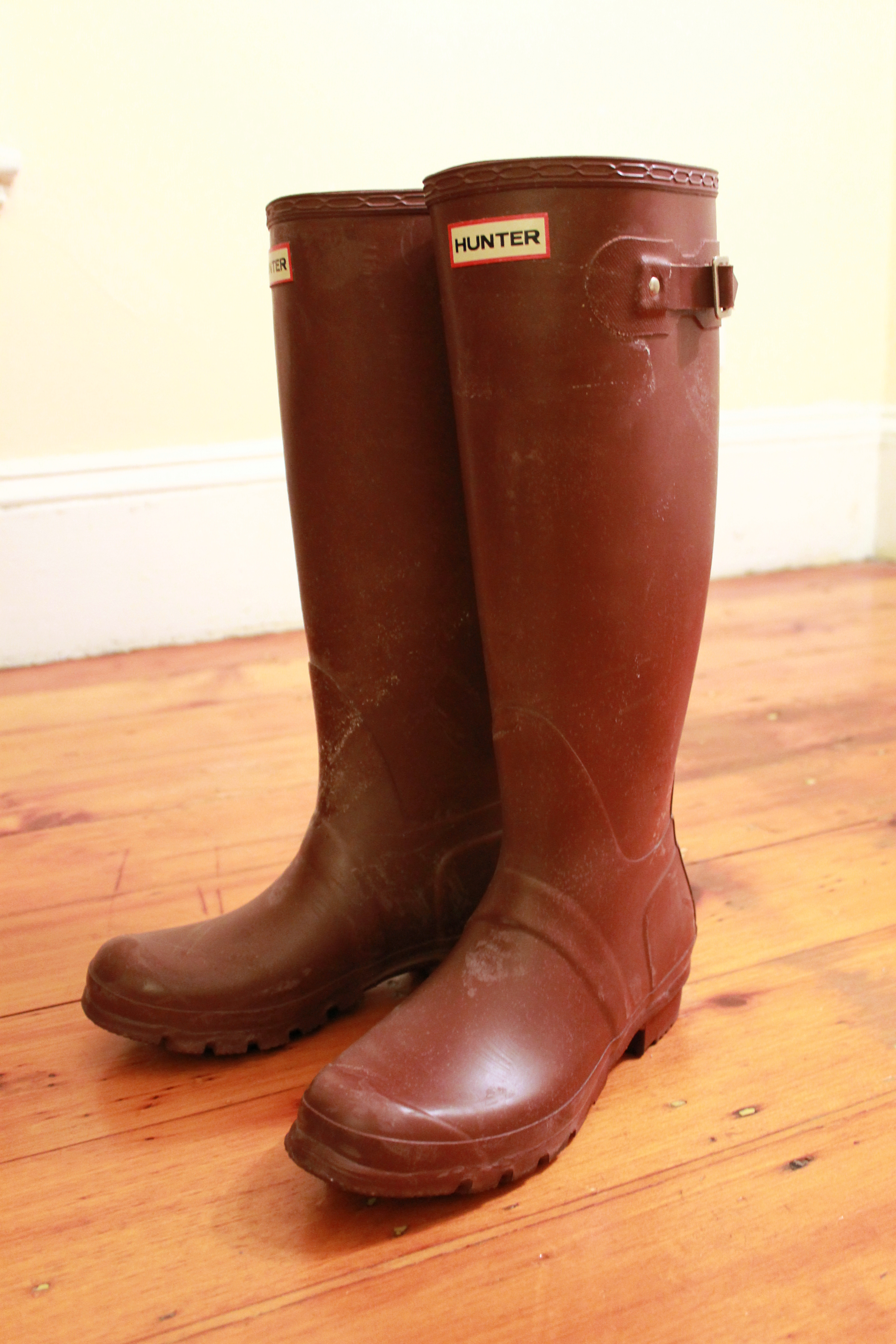
Des bottes de la marque.

Hunter boot Ltd est une marque britannique de bottes et de chaussures. Le siège de la société se situe à Édimbourg, en Écosse. La marque est célèbre pour habiller les stars lors des festivals en Angleterre (notamment le festival de Glastonbury). Les autres bureaux de la société sont situés à Fitzrovia (anciens bureaux de Londres) et à New York. Le directeur de création de la marque est Alasdhair Willis (en), mari de la styliste Stella McCartney. Début 2014, la marque présente sa première collection de prêt-à-porter composée de créations inspirées des vêtements de pluie.

## Historique
Fondée en 1856 par Henry Lee Norris, entrepreneur américain originaire du New Jersey, sous le nom de North British Rubber Company, la société spécialisée dans le caoutchouc vulcanisé n'est pas seulement productrice de bottes mais également d'accessoires de sport, tels que des balles de golf, des bouteilles d'eau, des ceintures, et même des pneus. C'est la plus ancienne manufacture de bottes en caoutchouc du Royaume-Uni.
Au fil de ces 150 années, la société est devenue une véritable industrie. L'actionnariat a beaucoup évolué, surtout après 2010.
La société est rachetée en 2011 par des fonds privés. Des partenariats sont lancés avec Yves Saint Laurent et Stella McCartney. À partir de 2015, son chiffre d'affaires dépasse la barre des cent millions de livres sterling. En 2020, Pall Mall Capital devient l'actionnaire de référence. En 2023, Hunter est rachetée par Authentic Brands qui annonce un plan de développement international de la marque, ainsi que son retrait de la niche luxe.